# (10208) Germanicus
(10208) Germanicus – planetoida pasa głównego, odkryta 30 sierpnia 1997 roku. Krąży ona w średniej odległości 2,24 j.a. od Słońca w czasie 3,34 roku. Nazwa planetoidy pochodzi od Germanika – rzymskiego wodza, bratanka cesarza Tyberiusza. Przed nadaniem oficjalnej nazwy planetoida ta oznaczana była (10208) 1997 QN1. Średnica planetoidy szacowana jest na ok. 3,2 km.

## Księżyc planetoidy
Planetoida ta posiada księżyc, który został odkryty w sierpniu 2007 roku. Ma on rozmiary ok. 1,5 km. Obydwa ciała obiegają wspólny środek masy w ciągu 58,6 h. Półoś wielka orbity księżyca to ok. 13 km.